# Triethylenglycoldimethylether
Triethylenglycoldimethylether ist eine chemische Verbindung aus der Gruppe der Glycolether.

## Eigenschaften
Triethylenglycoldimethylether besitzt eine Viskosität von 3,7 m·Pas bei 20 °C. Die Verbindung bildet oberhalb des Flammpunktes bei 113 °C entzündbare Dampf-Luft-Gemische. Mit einer Zündtemperatur von 195 °C resultiert eine Temperaturklasse T4.

## Verwendung
Triethylenglycoldimethylether wird als inertes Lösungsmittel für Grignard-, Reduktions- und Alkylierungsreaktionen (zum Beispiel für die Herstellung von Teflon und Fluorpolymeren und Natriumborhydrid) verwendet. Es ist weiterhin Bestandteil von Brems- und Hydraulikflüssigkeiten.

## Verwandte Verbindungen
- Ethylenglycoldimethylether (Monoglyme)
- Bis(2-methoxyethyl)ether (Diglyme)
- Tetraethylenglycoldimethylether (Tetraglyme)